# Vladimir Osokin
Vladimir Jur'evič Osokin (in russo Владимир Юрьевич Осокин?; Leningrado, 8 gennaio 1954) è un ex pistard russo, fino al 1991 sovietico.

## Palmarès

### Strada
- 1974

9ª tappa Olympia's Tour (Nijverdal > Amsterdam)
- 1975

Prologo Ruban Granitier Breton (Perros-Guirec > Perros-Guirec)
1ª tappa, 1ª semitappa Ruban Granitier Breton (Perros-Guirec > Morlaix)
- 1976

Classifica generale Presidential Cycling Tour of Turkey
3ª tappa Vuelta a Cuba (Varadero > Matanzas)
8ª tappa Vuelta a Cuba (Las Tunas)
- 1977

1ª tappa Région Pays de la Loire Tour (Noyen-sur-Sarthe > Noyen-sur-Sarthe)
4ª tappa, 2ª semitappa Région Pays de la Loire Tour (Bonnétable > Le Mans)
5ª tappa Course de la Paix (Szczecin > Neubrandenburg)
6ª tappa, 2ª semitappa Course de la Paix (Berlino > Berlino)
10ª tappa Course de la Paix (Mlada Boleslav > Usti nad Labem)
4ª tappa, 2ª semitappa Vuelta a Cuba (Bayamo > Las Tunas)
8ª tappa Vuelta a Cuba (Topes de Collantes > Santa Clara)
12ª tappa Vuelta a Cuba
- 1978

9ª tappa Vuelta a Cuba (Matanzas)

#### Altri successi
- 1976

Classifica a punti Vuelta a Cuba
- 1977

Classifica a punti Course de la Paix
Classifica a punti Vuelta a Cuba
- 1978

4ª tappa, 1ª semitappa Vuelta a Cuba (cronosquadre)
Classifica a punti Vuelta a Cuba

### Pista
- 1980

Giochi olimpici, Inseguimento a squadre (con Viktor Viktorovich Manakov, Valeriy Movchan e Vitali Petrakov)

## Piazzamenti

### Competizioni mondiali
- Campionati mondiali

San Sebastián 1973 - Inseguimento individuale dilettanti: 6°
Rocourt 1975 - Inseguimento a squadre dilettanti: 2°
Rocourt 1975 - Inseguimento individuale dilettanti: 2°
San Cristóbal 1977 - Inseguimento individuale dilettanti: 9°
Monaco di Baviera 1978 - Inseguimento a squadre dilettanti: 2°
Monaco di Baviera 1978 - Corsa a punti dilettanti: 5°
Amsterdam 1979 - Inseguimento a squadre dilettanti: 2°
- Giochi olimpici

Montreal 1976 - Inseguimento a squadre: 2°
Montreal 1976 - Inseguimento individuale: 4°
Mosca 1980 - Inseguimento a squadre: vincitore
Mosca 1980 - Inseguimento individuale: 5°